# 354P/LINEAR
354P/LINEAR, komet Enckeove vrste